# Wola Korybutowa (gromada)
Wola Korybutowa – dawna gromada, czyli najmniejsza jednostka podziału terytorialnego Polskiej Rzeczypospolitej Ludowej w latach 1954–1972.
Gromady, z gromadzkimi radami narodowymi (GRN) jako organami władzy najniższego stopnia na wsi, funkcjonowały od reformy reorganizującej administrację wiejską przeprowadzonej jesienią 1954 do momentu ich zniesienia z dniem 1 stycznia 1973, tym samym wypierając organizację gminną w latach 1954–1972.
Gromadę Wola Korybutowa z siedzibą GRN w Woli Korybutowej (obecnie są to dwie wsie: Wola Korybutowa Pierwsza i Wola Korybutowa Druga) utworzono – jako jedną z 8759 gromad na obszarze Polski – w powiecie chełmskim w woj. lubelskim na mocy uchwały nr 7 WRN w Lublinie z dnia 5 października 1954. W skład jednostki weszły obszary dotychczasowych gromad Borowo, Chojeniec kol., Wola Korybutowa kol., Wola Korybutowa I i Wola Korybutowa II oraz miejscowość Chojeniec wieś z dotychczasowej gromady Chojeniec wieś ze zniesionej gminy Siedliszcze w tymże powiecie. Dla gromady ustalono 17 członków gromadzkiej rady narodowej.
1 stycznia 1960 gromadę zniesiono, włączając jej obszar do gromady Chojno Nowe w tymże powiecie.